# Misool
Misool é uma ilha da Indonésia, na província de Papua Ocidental, situada a oeste da Península da Cabeça de Pássaro, na Nova Guiné. É uma das quatro maiores ilhas das Ilhas Raja Ampat.
Tem 2034 km² de área. 